# Список похороненных на Новодевичьем кладбище (К)
Новодевичье кладбище является одним из самых известных некрополей Москвы. Оно было образовано в 1898 году вдоль южной стены Новодевичьего монастыря, где имеется дворянский некрополь XIX века. В советское время это было второе по значимости кладбище после некрополя у Кремлёвской стены. Многие могилы Новодевичьего кладбища являются объектами культурного наследия. В данной статье представлен список значимых людей, похороненных на Новодевичье кладбище, фамилии которых начинаются на букву «К».

## Список
- Кабалевский, Дмитрий Борисович (1904—1987) — композитор, педагог; 10 уч. 4 ряд.
- Кабанов, Иван Григорьевич (1898—1972) — нарком пищевой промышленности СССР, Нарком, затем Министр электропромышленности СССР, Министр внешней торговли СССР; 7 уч. пр. ст. 20 ряд.
- Кабанов, Виктор Александрович (1934—2006) — химик, академик АН СССР; 11 уч. 5 ряд.
- Каверин, Фёдор Николаевич (1897—1957) — театральный режиссёр, заслуженный деятель искусств РСФСР (1948), профессор ГИТИСа (1949); 5 уч. 16 ряд.
- Каганович, Лазарь Моисеевич (1893—1991) — первый секретарь МГК ВКП(б), Нарком путей сообщения и тяжёлой промышленности СССР; 1 уч. 10 ряд.
- Каганович, Михаил Моисеевич (1888—1941) — нарком оборонной промышленности СССР, Нарком авиационной промышленности СССР; 1 уч. 18 ряд.
- Каганович, Юлий Моисеевич (1892—1962) — первый секретарь Горьковского обкома ВКП(б) (1937—1938); 3 уч. 59 ряд, в районе 24 ряда.
- Кадомцев, Анатолий Леонидович (1920—1969) — командующий авиацией ПВО СССР (1966—1969).
- Казакевич, Эммануил Генрихович (1913—1962) — писатель; 8 уч. 19 ряд.
- Казаков, Василий Александрович (1916—1981) — министр авиационной промышленности СССР (1977—1981), Герой Социалистического Труда (1963); 9 уч. 7 ряд.
- Казаков, Василий Иванович (1895—1968) — маршал артиллерии, Герой Советского Союза; 6 уч. 36 ряд
- Казаков, Константин Петрович (1902—1989) — маршал артиллерии; автор памятника А. И. Газалиев; 11 уч. 1 ряд
- Казаков, Михаил Ильич (1901—1979) — генерал армии, Герой Советского Союза; 7 уч. лев. ст. 16 ряд
- Казаков, Николай Степанович (1900—1970) — нарком, затем министр тяжёлого машиностроения СССР (1941—1953, 1954—1955); 7 уч. пр. ст. 14 ряд.
- Казанская, Алла Александровна (1920—2008) — артистка театра и кино, народная артистка РСФСР, профессор Театрального училища имени Б. В. Щукина; 1 уч. 30 ряд.
- Казанский, Борис Александрович (1891—1973) — химик-органик, академик АН СССР (1946), Герой Социалистического Труда (1969); 7 уч. лев. ст. 5 ряд.
- Казанцев, Флорентий Пименович (1877—1940) — инженер-конструктор, создатель оригинальных пневматических тормозных систем железнодорожного транспорта; 1 уч. 18 ряд.
- Казьмин, Пётр Михайлович (1892—1964) — фольклорист, художественный руководитель хора имени Пятницкого, народный артист СССР (1961); 6 уч. 7 ряд.
- Каиров, Иван Андреевич (1893—1978) — министр просвещения РСФСР (1949—1956), Герой Социалистического Труда (1963); 9 уч. 3 ряд.
- Калатозишвили, Михаил Георгиевич (1959—2009) — кинорежиссёр, актёр, сценарист; 7 уч. лев. ст. 5 ряд.

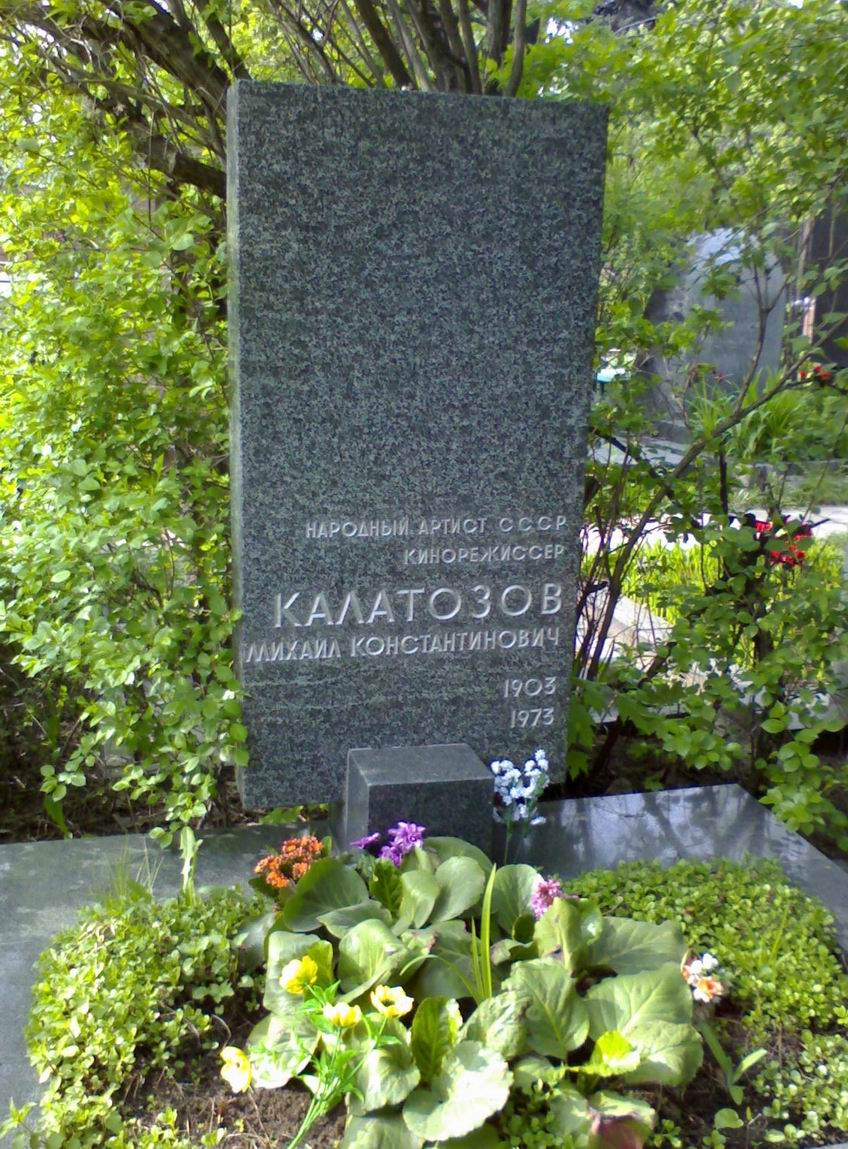
Надгробие кинорежиссёра Михаила Константиновича Калатозова

- Калатозов, Михаил Константинович (1903—1973) — кинорежиссёр, сценарист, обладатель «Золотой пальмовой ветви» Каннского кинофестиваля за фильм «Летят журавли», народный артист СССР; 7 уч. лев. ст. 5 ряд.
- Калинкин, Борис Тихонович (1913—1945) — лётчик, Герой Советского Союза, народный герой Югославии; 4 уч. 11 ряд
- Калмыков, Валерий Дмитриевич (1908—1974) — руководитель (Председатель Госкомитета, Министр) радиопромышленности СССР; 6 уч. 38 ряд.
- Кальма, Анна Иосифовна (1908—1988) — писательница; 1 уч. 26 ряд.
- Каманин, Николай Петрович (1908—1982) — лётчик, генерал-полковник авиации, Герой Советского Союза; 7 уч. лев. ст. 19 ряд
- Каменский, Василий Васильевич (1884—1961) — поэт-футурист, один из первых русских авиаторов; колумбарий, 121 секция, 8 уч. в стене стороны Лужнецкого проезда.
- Каменский, Григорий Николаевич (1892—1959) — гидрогеолог, член-корреспондент АН СССР (1953); 5 уч. 40 ряд
- Каминка, Эммануил Исаакович (1902—1972) — артист, мастер художественного слова, заслуженный артист РСФСР (1947); колумбарий у входа в «новейшую» часть.
- Каммари, Михаил Давидович (1898—1965) — философ, член-корреспондент АН СССР (1953); 6 уч. 24 ряд
- Камов, Николай Ильич (1902—1973) — авиаконструктор, создатель вертолётов «Ка», лауреат Государственной премии СССР, доктор технических наук; 7 уч. лев. ст. 7 ряд.
- Канделаки, Владимир Аркадьевич (1908—1994) — оперный певец (баритон), главный режиссёр Московского театра оперетты; 10 уч. 8 ряд.

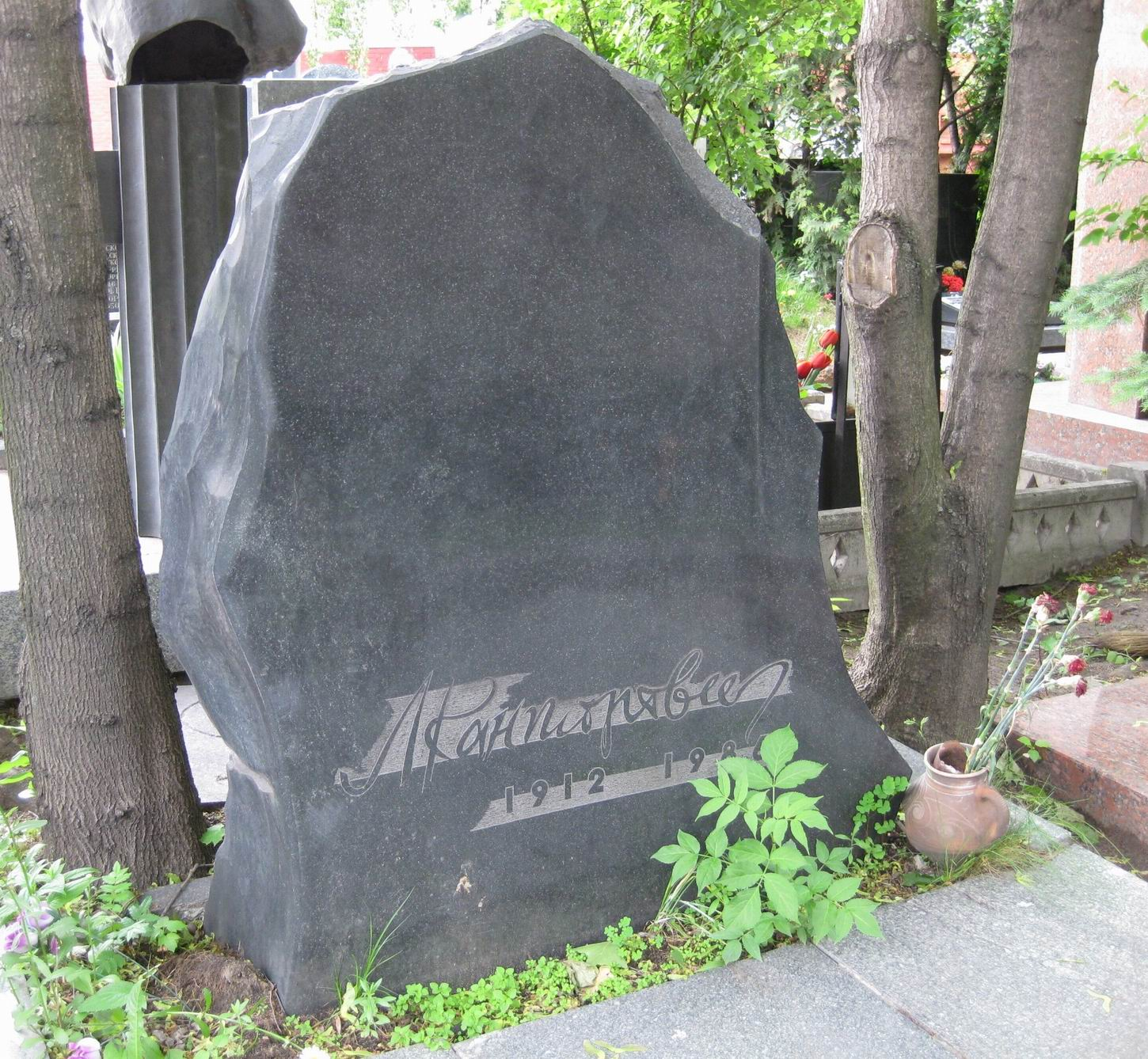
Памятник лауреату Нобелевской премии по экономике Леониду Канторовичу

- Канторович, Леонид Витальевич (1912—1986) — математик, экономист, академик АН СССР, лауреат Нобелевской премии по экономике; 10 уч. 3 ряд.
- Капитонов, Иван Васильевич (1915—2002) — первый секретарь МГК, МК, Ивановского обкома КПСС; секретарь ЦК КПСС, Председатель Центральной Ревизионной Комиссии КПСС; 10 уч. 7 ряд.
- Капранов, Григорий Матвеевич (1906—1960) — первый секретарь Ивановского обкома ВКП(б) (1944—1947); 8 уч. 4 ряд.
- Капица, Пётр Леонидович (1894—1984) — физик, академик АН СССР, лауреат Нобелевской премии по физике; 10 уч. 2 ряд.
- Капица, Сергей Петрович (1928—2012) — учёный-физик, доктор физико-математических наук (1961); 10 уч., 2 ряд, 21 место
- Капустинский, Анатолий Федорович (1906—1960) — физикохимик, член-корреспондент АН СССР (1939); 8 уч. 5 ряд
- Каргин, Валентин Алексеевич (1907—1969) — физикохимик, академик АН СССР; 7 уч. пр. ст. 9 ряд.
- Кариофилли, Георгий Спиридонович (1901—1971) — генерал-полковник артиллерии (1958); 7 уч. пр. ст. 16 ряд
- Кармен, Роман Лазаревич (1906—1978) — кинодокументалист, кинооператор, художественный руководитель киноэпопеи «Великая Отечественная», народный артист СССР; 9 уч. 3 ряд.
- Карпачевский, Лев Оскарович (1931—2012) — почвовед, доктор биологических наук, профессор МГУ им. М. В. Ломоносова; 3 уч. 61 ряд.
- Карпинский, Вячеслав Алексеевич (1880—1965) — участник революционного движения с 1898 года, Герой Социалистического Труда (1962); 6 уч. 16 ряд
- Карпова, Анна Самойловна (1883—1968) — член РСДРП с 1902 года, директор МИФЛИ (1935—1940), директор Исторического музея в Москве (1940—1942); 7 уч. пр. ст. 3 ряд
- Касаткин, Константин Иванович (1879—1957) — советский революционный и политический деятель, деятель народного просвещения.
- Касаткина, Людмила Ивановна (1926—2012) — народная артистка СССР, актриса театра Российской армии; 3 уч. 58а ряд.
- Касатонов, Владимир Афанасьевич (1910—1989) — Адмирал флота, Герой Советского Союза; 11 уч. 1 ряд
- Кассиль, Лев Абрамович (1905—1970) — писатель, член-корреспондент Академии педагогических наук СССР; 2 уч. 6 ряд.
- Кассирский, Иосиф Абрамович (1893—1971) — терапевт, основатель научной школы гематологов, академик АМН СССР (1963); 7 уч. пр. ст. 15 ряд
- Кастальский, Александр Дмитриевич (1856—1926) — духовный композитор, хоровой дирижёр, фольклорист; 3 уч. 25 ряд.
- Катаев, Валентин Петрович (1897—1986) — писатель, драматург, поэт, главный редактор журнала «Юность»; старший брат писателя Евгения Петрова; 10 уч. 3 ряд.
- Катков, Георгий Фёдорович (1919—1989) — инженер-электрик, кандидат технических наук (1959), Герой Социалистического Труда (1961); 7 уч. (лев. ст.), 3 ряд, 16 место.
- Катуков, Михаил Ефимович (1900—1976) — маршал бронетанковых войск, дважды Герой Советского Союза; автор памятника А. Е. Елецкий; 7 уч. лев. ст. 11 ряд
- Катульская, Елена Климентьевна (1888—1966) — оперная певица, профессор Московской консерватории; автор памятника Ю. Л. Чернов; 3 уч. 61 ряд рядом с 9 уч.
- Кафтанов, Сергей Васильевич (1905—1978) — министр высшего образования СССР (1946—1951), председатель Госкомитета по радиовещанию и телевидению при Совете Министров СССР (1957—1962); 9 уч. 3 ряд.
- Качалов, Василий Иванович (1875—1948) — актёр Художественного театра, народный артист СССР; автор барельефа Л. Е. Кербель; 2 уч. 17 ряд.
- Кащенко, Пётр Петрович (1858—1920) — психиатр, общественный деятель; 4 уч. 41 ряд

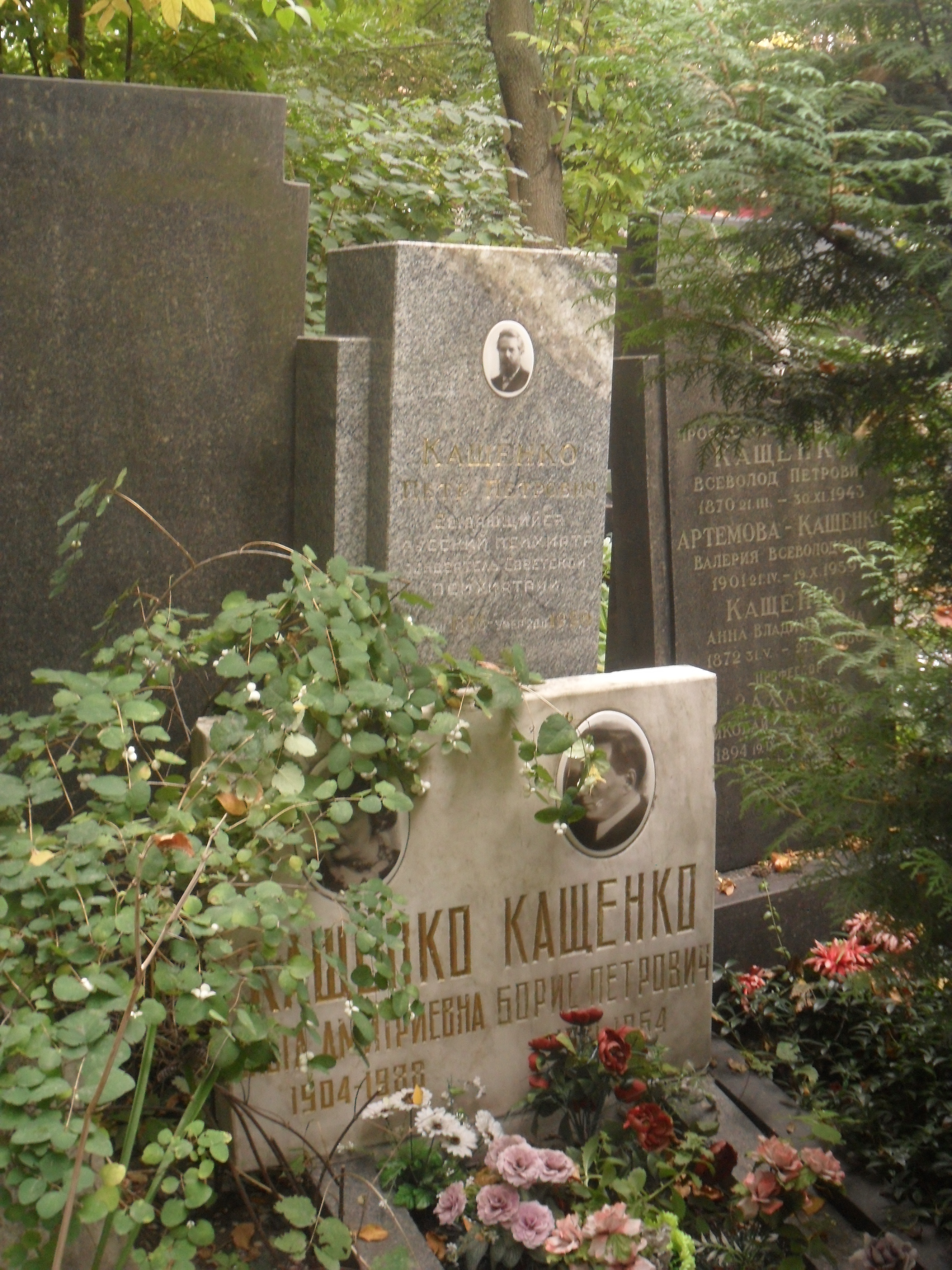
Могила психиатра Петра Кащенко

- Квятковский, Александр Павлович (1888—1968) — литературовед, теоретик стиха, поэт; 3 уч. 6 ряд.
- Кедров, Бонифатий Михайлович (1903—1985) — философ, логик, химик, историк науки, академик АН СССР; 10 уч. 3 ряд.
- Кедров-Зихман, Оскар Карлович (1885—1964) — агрохимик, академик ВАСХНИЛ (1935); 5 уч. 8 ряд
- Келлер, Борис Александрович (1874—1945) — ботаник, академик АН СССР и ВАСХНИЛ; 3 уч. 46 ряд.
- Кербель, Лев Ефимович (1917—2003) — скульптор, действительный член АХ СССР, профессор МГХИ имени В. И. Сурикова; 4 уч. 37 ряд.
- Кербиков, Олег Васильевич (1907—1965) — психиатр, академик АМН СССР (1962); 6 уч. 18 ряд

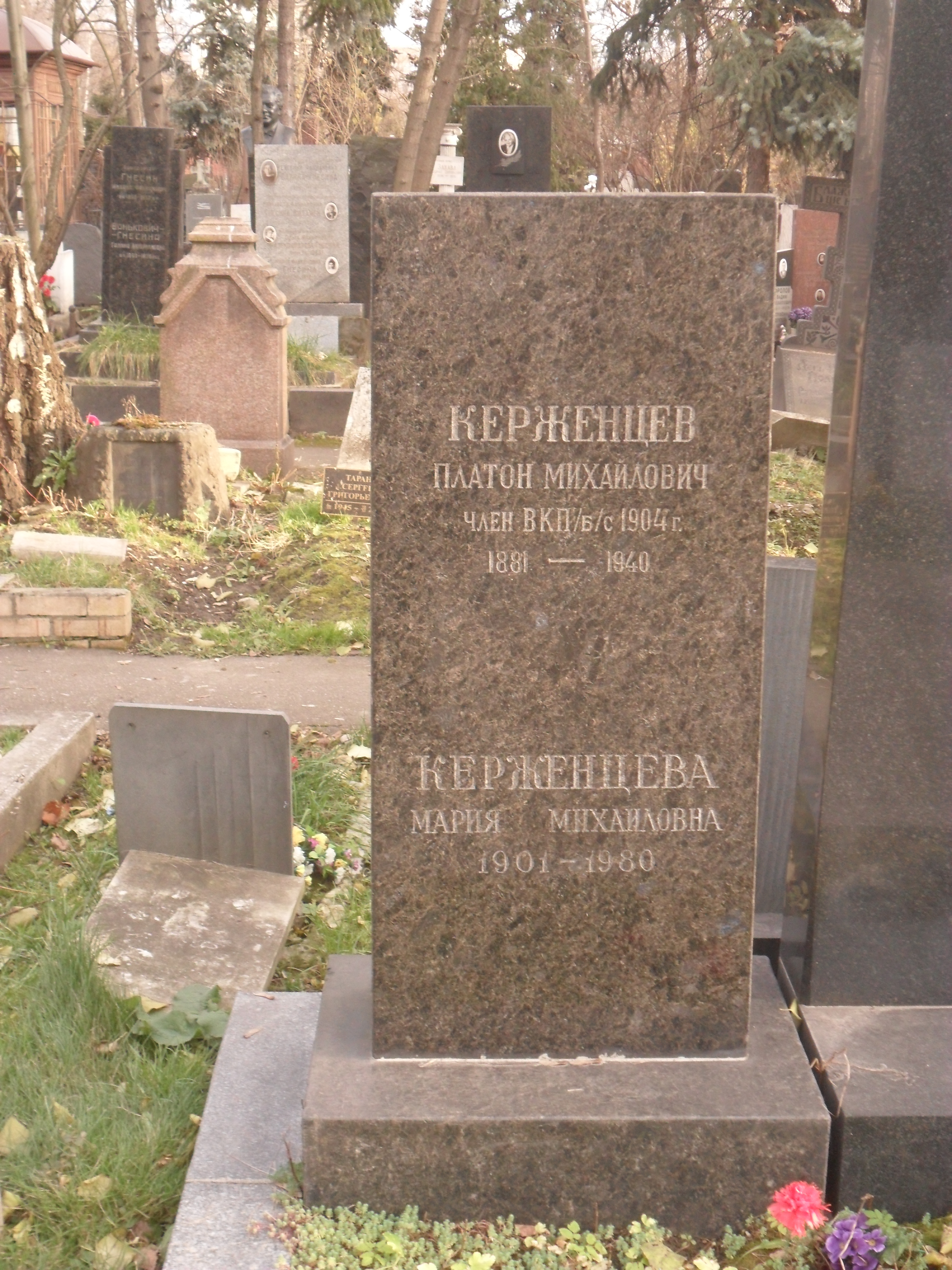
Надгробие Платона Керженцева

- Керженцев, Платон Михайлович (1881—1940) — дипломат, председатель Комитета по делам искусств при Совнаркоме СССР;
- Кибальников, Александр Павлович (1912—1987) — скульптор, действительный член АХ СССР; автор памятника В. С. Пилипер 10 уч. 4 ряд.
- Кибель, Илья Афанасьевич (1904—1970) — математик, гидромеханик и метеоролог, член-корреспондент АН СССР (1943); 7 уч. пр. ст. 12 ряд
- Кибрик, Александр Евгеньевич (1939—2012) — лингвист, член-корреспондент РАН (2006); 9 уч. 4 ряд, рядом с отцом Е. А. Кибриком.
- Кибрик, Евгений Адольфович (1906—1978) — художник, иллюстратор, действительный член АХ СССР; автор памятника Л. Е. Кербель; 9 уч. 4 ряд.
- Кидин, Александр Николаевич (1909—1959) — первый секретарь Владимирского (1951—1955) и Удмуртского обкомов КПСС (1959); 3 уч. пересечение 61 и 47 рядов.
- Кикоин, Исаак Константинович (1903—1984) — физик, академик АН СССР; 10 уч. 2 ряд.
- Кио, Игорь Эмильевич (1944—2006) — артист цирка, иллюзионист, народный артист России; 6 уч. 23 ряд у Центральной аллеи.
- Кио, Эмиль Теодорович (1894—1965) — артист цирка, иллюзионист, народный артист РСФСР; 6 уч. 23 ряд у Центральной аллеи.
- Кириллин, Владимир Алексеевич (1913—1999) — председатель Госкомитета СССР по науке и технике, теплофизик, академик АН СССР; 2 уч. 17 ряд.
- Кириллов, Игорь Леонидович (1931—2021) — советский и российский теле- и радиоведущий, диктор Центрального телевидения Гостелерадио СССР, народный артист СССР;11 уч. 8 ряд.
- Кирилюк, Андрей Никитович (1914—1964) — лейтенант, Герой Советского Союза (1946); колумбарий, 125 секция
- Кириченко, Алексей Илларионович (1908—1975) — первый секретарь ЦК КП Украины, член Президиума ЦК КПСС; 9 уч. 1 ряд.
- Кирпичёв, Михаил Викторович (1879—1955) — теплотехник, теплофизик, академик АН СССР (1939); 1 уч. 45 ряд.
- Кирпичников, Пётр Иванович (1903—1980) — генерал-майор инженерно-технической службы; 7 уч. 4 ряд.
- Кирсанов, Семён Исаакович (1906—1972) — поэт; 7 уч. пр. ст. 21 последний ряд.
- Кирюхин, Николай Иванович (1896—1953) — генерал-лейтенант (1944), Герой Советского Союза (1943); 4 уч. 24 ряд
- Киселёв, Евгений Дмитриевич (1908—1963) — дипломат, Посол СССР в Венгрии (1949—1954), Египте (1955—1958) и ОАР (1958—1959), заместитель Генерального секретаря ООН (1962—1963); 8 уч. 26 ряд
- Киселёв, Лев Львович (1936—2008) — молекулярный биолог, биохимик, академик РАН (2000); 6 уч. 25 ряд.
- Киселёв, Николай Васильевич (1903—1983) — первый секретарь Омского обкома ВКП(б) (1949—1951) и Ростовского обкома КПСС (1952—1960); 8 уч. 21 ряд.
- Киселёв, Сергей Владимирович (1905—1962) — археолог, член-корреспондент АН СССР; 3 уч. 65 ряд
- Кисов, Анатолий Иванович (1918—2009) — контр-адмирал, Герой Советского Союза (1944); 6 уч. 29 ряд
- Кистяковский, Владимир Александрович (1865—1952) — физикохимик, академик АН СССР; 4 уч. 12 ряд.
- Китайгородский, Исаак Ильич (1888—1965) — химик-неорганик, профессор, Заслуженный деятель науки и техники РСФСР (1959); 6 уч. 20 ряд
- Китайка, Константин Демьянович (1914—1962) — художник, заслуженный деятель искусств Молдавской ССР; 8 уч. 18 ряд.
- Классон, Роберт Эдуардович (1868—1926 — российский и советский инженер-технолог и изобретатель; 1 уч. 2 ряд.
- Клещев, Алексей Ефимович (1905—1968) — председатель Совета Министров Белорусской ССР (1948—1953), первый секретарь Полоцкого обкома КП(б) Белоруссии (1946—1948) и Кокчетавского обкома КП Казахстана (1955—1960), генерал-майор (1943), Герой Советского Союза (1944); 7 уч. пр. ст. 6 ряд.
- Клещёв, Юрий Николаевич (1930—2005) — старший тренер сборной команды СССР по волейболу, двукратный Олимпийский чемпион (1964, 1968), Заслуженный тренер СССР; колумбарий, секция 125-13-4
- Клещёва, Ольга Андреевна (1906—1978) — педагог, жена А. Е. Клещёва; 7 уч. пр. ст. 6 ряд.
- Климашин, Виктор Семёнович (1912—1960) — художник, график, плакатист; 8 уч. 9 ряд.
- Климов, Александр Петрович (1914—1979) — председатель Правления Центросоюза (1954—1978); 9 уч. 4 ряд.
- Климов, Владимир Яковлевич (1892—1962) — конструктор авиадвигателей, академик АН СССР, лауреат четырёх Государственных премий СССР, генерал-майор; 1 уч. 9 ряд.
- Книппер-Чехова, Ольга Леонардовна (1868—1959) — актриса Художественного театра, народная артистка СССР; 2 уч. 15 ряд рядом с мужем писателем А. П. Чеховым.
- Кнунянц, Иван Людвигович (1906—1990) — химик-органик, академик АН СССР (1953), Герой Социалистического Труда (1966), генерал-майор-инженер (1949); 10 уч. 6 ряд.
- Кнушевицкий, Святослав Николаевич (1907—1963) — виолончелист, профессор Московской консерватории; 8 уч. 24 ряд.
- Кобликов, Владимир Николаевич (1905—1971) — генерал-полковник инженерно-технической службы; 7 уч. 17 ряд.
- Коблов, Григорий Петрович (1898—1988) — генерал-майор (1944); колумбарий.
- Коваленко, Александр Власович (1909—1987) — первый секретарь Белгородского (1960—1964) и Оренбургского (1964—1980) обкомов КПСС, председатель Госкомитета СССР по материальным резервам (1980—1986), дважды Герой Социалистического Труда (1948, 1976); 10 уч. 4 ряд.
- Ковров, Георгий Иванович (1891—1961) — актёр театра и кино, народный артист РСФСР (1949); на плите фамилия написана как Ковров-Кувшинов; колумбарий, 64 секция, верхний ряд, в районе 4 участка 3 ряда.
- Коган, Леонид Борисович (1924—1982) — скрипач, педагог; автор памятника Ю. Г. Орехов; 2 уч. 24 ряд.
- Коган, Пётр Семёнович (1872—1932) — российский историк литературы, критик, переводчик.
- Викторио Кодовилья (1894—1970) — аргентинский деятель коммунистического движения, Председатель КПА (1963—1970); 7 уч. пр. ст. 11 ряд
- Кожевников, Евгений Фёдорович (1906—1979) — руководитель (министр, председатель Госкомитета) транспортного строительства СССР (1954—1975), Герой Социалистического Труда (1975); 9 уч. 6 ряд.
- Кожедуб, Иван Никитович (1920—1991) — лётчик, маршал авиации, трижды Герой Советского Союза; 7 уч. лев. ст. 18 ряд
- Козак, Семён Антонович (1902—1953) — генерал-лейтенант, дважды Герой Советского Союза; 4 уч. 24 ряд
- Козлов, Иван Андреевич (1888—1957) — писатель; 5 уч. 3 ряд.
- Козлов, Михаил Васильевич (1928—1973) — лётчик-испытатель, полковник, Герой Советского Союза (1966); 7 уч. лев. ст. 6 ряд, мемориал Ту-144
- Козлов, Пётр Михайлович (1893—1944) — генерал-лейтенант (1944), Герой Советского Союза (1943); 1 уч. 43 ряд
- Козловский, Иван Семёнович (1900—1993) — оперный певец (лирический тенор); автор памятника Ю. Г. Орехов; 10 уч. 8 ряд.
- Козловский, Мечислав Юльевич (1876—1927) — юрист, Председатель Малого Совнаркома, Нарком юстиции; 3 уч. 63 ряд недалеко от монастырской стены.
- Коккинаки, Владимир Константинович (1904—1985) — лётчик-испытатель, генерал-майор авиации, Заслуженный лётчик-испытатель СССР, дважды Герой Советского Союза; 7 уч. лев. ст. 21 ряд
- Кокорекин, Алексей Алексеевич (1906—1959) — художник-график, иллюстратор, плакатист, заслуженный деятель искусств РСФСР (1956); колумбарий, 126 секция.
- Кокшенов, Михаил Михайлович (1936—2020) — советский и российский актёр, кинорежиссёр и сценарист. Народный артист России; 2 уч. 5 ряд.
- Колдунов, Александр Иванович (1923—1992) — лётчик, командующий ПВО, главный маршал авиации, дважды Герой Советского Союза; 11 уч. 3 ряд.
- Колесов, Яков Сергеевич (1908—1975) — генерал-лейтенант (1944); 1 уч. 31 ряд.
- Коллонтай, Александра Михайловна (1872—1952) — революционер, первая в мире женщина — министр и дипломат; автор памятника В. Д. Бобыль; 1 уч. 46 ряд рядом с монастырской стеной.
- Колмогоров, Андрей Николаевич (1903—1987) — математик, академик АН СССР; 10 уч. 4 ряд.
- Коломийцева, Анна Андреевна (1898—1976) — актриса Художественного театра, киноактриса, народная артистка РСФСР (1974); 7 уч. пр. ст. 9 ряд рядом с мужем актёром С. К. Блинниковым.
- Колонин, Семён Ефимович (1900—1972) — генерал-лейтенант, непосредственный начальник Л. И. Брежнева во время войны; 7 уч. 17 ряд.
- Колосов, Сергей Николаевич (1921—2012) — советский кинорежиссёр, народный артист СССР; 3 уч. 58а ряд.
- Колпакчи, Владимир Яковлевич (1899—1961) — генерал армии, Герой Советского Союза; 8 уч. 12 ряд
- Колышкин, Иван Александрович (1902—1970) — моряк-подводник, контр-адмирал, Герой Советского Союза; автор памятника А. Е. Елецкий; 1 уч. 43 ряд в районе 4 ряда
- Комаров, Владимир Леонтьевич (1869—1945) — ботаник, географ, академик РАН и АН СССР, Президент АН СССР; авторы памятника В. И. Мухина и В. П. Ахметьев; 1 уч. 30 ряд.
- Комаровский, Александр Николаевич (1906—1973) — генерал армии, доктор технических наук; 7 уч. лев. ст. 6 ряд
- Комиссаров, Александр Михайлович (1904—1975) — театральный актёр, актёр Художественного театра с 1925 года, народный артист РСФСР (1948), профессор Школы-студии МХАТ; 2 уч. 7 ряд.
- Комолова, Анна Михайловна (1911—2001) — актриса театра и кино, заслуженная артистка РСФСР; 6 уч. 7 ряд рядом с артистом В. Л. Ершовым.
- Компанец, Иван Данилович (1904—1969) — первый секретарь Тернопольского обкома КП(б) Украины (1944—1948); 6 уч. 22 ряд у Центральной аллеи.
- Конев, Пётр Прокофьевич (1909—1972) — Герой Советского Союза (1945); колумбарий, в районе 7 уч. лев. ст. последнего ряда
- Конёнков, Сергей Тимофеевич (1874—1971) — скульптор, художник, действительный член АХ СССР; 8 уч. 45 предпоследний ряд.
- Конобеевский, Сергей Тихонович (1890—1970) — физик, член-корреспондент АН СССР; 7 уч. пр. ст. 13 ряд
- Коновалов, Николай Васильевич (1900—1966) — невропатолог, академик АМН СССР (1950); 6 уч. 26 ряд
- Кононов, Александр Терентьевич (1895—1957) — писатель; 5 уч. 13 ряд.
- Конотоп, Василий Иванович (1916—1995) — первый секретарь МК КПСС; 7 уч. пр. ст. 12 ряд.
- Конрад, Николай Иосифович (1891—1970) — востоковед, академик АН СССР; 7 уч. пр. ст. 15 ряд.
- Константинов, Борис Михайлович (1923—1997) — генерал-лейтенант, Заслуженный военный лётчик СССР; 4 уч. 28 ряд
- Константинов, Михаил Петрович (1889–1955) — генерал-лейтенант; 4 уч. 28 ряд
- Константинов, Пётр Александрович (1899—1973) — актёр театра и кино, народный артист СССР; 2 уч. 3 ряд.
- Константинов, Пётр Никифорович (1877—1959) — растениевод-селекционер, академик ВАСХНИЛ; 5 уч. 38 ряд
- Кончаловский, Пётр Петрович (1876—1956) — художник, действительный член АХ СССР; 4 уч. 18 ряд.
- Конюс, Наталья Георгиевна (1914—1989) — балерина, балетмейстер, педагог, заслуженная артистка РСФСР (1979); 3 уч. 35 ряд.
- Коонен, Алиса Георгиевна (1889—1974) — театральная актриса, народная артистка РСФСР; 2 уч. 14 ряд рядом с мужем А. Я. Таировым.
- Копнин, Павел Васильевич (1922—1971) — философ, член-корреспондент АН СССР (1970); 3 уч. 20 ряд
- Корзунов, Иван Егорович (1915—1966) — генерал-полковник авиации (1965), Герой Советского Союза (1943); 1 уч. 43 ряд в районе 5 ряда
- Корин, Павел Дмитриевич (1892—1967) — живописец, действительный член АХ СССР; 1 уч. 22 ряд.
- Корнеев Илья Ильич (1888—1957) — Чл. КПСС с 1912, нарком соц. обеспечения Украины, пред. ЦКК Украины, отв. работник авиационной промышленности СССР; 5 уч., 11 ряд, № 6
- Корниец, Леонид Романович (1901—1969) — министр заготовок СССР, руководитель отрасли по хлебопродуктам СССР; 7 уч. пр. ст. 7 ряд.
- Коробов, Анатолий Васильевич (1907—1967) — управляющий делами Совета Министров СССР; 7 уч. пр. ст. 1 ряд.
- Коробов, Павел Иванович (1902—1965) — металлург, один из организаторов чёрной металлургии СССР, директор Магнитогорского металлургического комбината (1937—1939), заместитель Наркома, затем Министра чёрной металлургии СССР (1939—1955), Герой Социалистического Труда (1943); 6 уч. 21 ряд.
- Коровин, Евгений Александрович (1892—1964) — специалист в области международного права, член-корреспондент АН СССР; 4 уч. 48 ряд
- Коротеев, Константин Аполлонович (1901—1953) — генерал-полковник, Герой Советского Союза; 4 уч. 23 ряд
- Кортунов, Алексей Кириллович (1907—1973) — министр газовой промышленности СССР; 6 уч. 27 ряд.
- Корчагин, Иван Петрович (1898—1951) — генерал-лейтенант танковых войск, Герой Советского Союза; 4 уч. 61 последний ряд
- Коршунов Виктор Иванович (1929—2015) — советский и российский актёр театра и кино, театральный режиссёр, театральный педагог, профессор. Народный артист СССР (1984); 7 уч. пр. ст. 8 ряд.
- Косберг, Семён Ариевич (1903—1965) — конструктор авиационных и ракетных двигателей, лауреат Ленинской премии, доктор технических наук; 6 уч. 14 ряд.
- Косминский, Евгений Алексеевич (1886—1959) — историк, академик АН СССР (1946); 3 уч. 42 ряд.
- Космодемьянская, Зоя Анатольевна (1923—1941) — советская диверсантка, «Таня», Герой Советского Союза; перезахоронена в 1942 году; автор памятника О. К. Комов; 4 уч. 17 ряд
- Космодемьянский, Александр Анатольевич (1925—1945) — гвардии старший лейтенант, Герой Советского Союза; 4 уч. 18 ряд

Могила Героя Советского Союза Александра Космодемьянского

- Косоротов, Василий Емельянович (1871—1957) — участник революционного движения, член РСДРП с 1906 года, большевик-депутат III Государственной думы; 5 уч. 13 ряд
- Костиков, Андрей Григорьевич (1899—1950) — конструктор систем реактивной артиллерии, в том числе «Катюш», член-корреспондент АН СССР (1943), генерал-майор инженерно-авиационной службы (1942), Герой Социалистического Труда (1941), лауреат Сталинской премии (1942); автор памятника С. Т. Конёнков; 2 уч. 4 ряд.
- Костоусов, Анатолий Иванович (1906—1985) — руководитель (Председатель Госкомитета, Министр) станкостроения СССР (1949—1980, с небольшим перерывом), Герой Социалистического Труда (1976); 10 уч. 2 ряд.
- Костылев, Валентин Иванович (1884—1950) — писатель; 2 уч. 32 ряд.
- Костылев, Владимир Иванович (1899—1970) — советский военачальник, генерал-полковник (1959); колумбарий
- Костяков, Алексей Николаевич (1887—1957) — специалист по мелиорации, член-корреспондент АН СССР (1933), академик ВАСХНИЛ (1935); 5 уч. 11 ряд
- М. Котане (1905—1978) — южноафриканский деятель коммунистического движения, Генеральный секретарь ЮАКП (1933—1934, 1938—1978); автор памятника В. А. Сонин; 9 уч. 3 ряд
- Котельников, Глеб Евгеньевич (1872—1944) — изобретатель авиационного ранцевого парашюта; автор памятника Г. Н. Постников; 7 уч. пр. ст. 1 ряд.
- Котляр, Леонтий Захарович (1901—1953) — генерал-полковник инженерных войск, Герой Советского Союза; автор памятника Г. Н. Постников; 4 уч. 24 ряд
- Котов-Легоньков, Павел Михайлович (1899—1970) — генерал-полковник (1961); 8 уч. 20 ряд
- Кочетов, Всеволод Анисимович (1912—1973) — писатель, главный редактор журнала «Октябрь»; автор памятника Б. В. Едунов; 7 уч. пр. ст. 21 последний ряд.
- Кочин, Николай Евграфович (1901—1944) — механик, математик, геофизик, академик АН СССР; 4 уч. 40 ряд.
- Кочина, Пелагея Яковлевна (1899—1999) — гидродинамик, академик АН СССР (1958), Герой Социалистического Труда (1969); встречается написание фамилии как Полубаринова-Кочина; 4 уч. 40 ряд рядом с мужем академиком АН СССР Н. Е. Кочиным.
- Кошевой, Пётр Кириллович (1904—1976) — Маршал Советского Союза, дважды Герой Советского Союза; 7 уч. лев. ст. 12 ряд
- Кошляков, Николай Сергеевич (1891—1958) — математик, член-корреспондент АН СССР (1933); 5 уч. 26 ряд
- Кравцов, Иван Кондратьевич (1896—1964) — генерал-лейтенант (1945), Герой Советского Союза (1945); колумбарий, секция 129, мемориал Ил-18
- Кравченко, Алексей Ильич (1889—1940) — художник, мастер станковой и книжной графики; 2 уч. 23 ряд.
- Кравченко, Андрей Григорьевич (1899—1963) — генерал-полковник танковых войск, дважды Герой Советского Союза; 8 уч. 36 ряд
- Крейзер, Яков Григорьевич (1905—1969) — генерал армии, Герой Советского Союза; 7 уч. пр. ст. 10 ряд
- Кренкель, Эрнст Теодорович (1903—1971) — полярник, радист первой советской дрейфующей станции «Северный полюс-1», Герой Советского Союза, доктор географических наук; 7 уч. пр. ст. 18 ряд
- Кригер, Викторина Владимировна (1893—1978) — балерина, заслуженный деятель искусств РСФСР (1951); 2 уч. 13 ряд.
- Кригер, Владимир Александрович (1872—1932) — актёр театра и кино, заслуженный артист РСФСР; 2 уч. 13 ряд.
- Кринский, Владимир Фёдорович (1890—1971) — архитектор, художник, педагог; колумбарий, 23 секция, нижний ряд, в районе 4 уч. 53 ряда.
- Кроль, Михаил Борисович (1879—1939) — невропатолог, член-корреспондент АН СССР (1939); колумбарий, 1 уч. в монастырской стене
- Кропоткин, Пётр Алексеевич (1842—1921) — князь, теоретик анархизма, географ, путешественник, литератор; 4 уч. 24 ряд
- Круглов, Сергей Никифорович (1907—1977) — министр внутренних дел СССР; 3 уч. 62 ряд.
- Крылов, Порфирий Никитич (1902—1990) — художник, карикатурист, действительный член АХ СССР; 10 уч. 6 ряд (см. также Кукрыниксы).
- Крылов, Николай Митрофанович (1879—1955) — математик, академик АН СССР; 3 уч. 38 ряд.
- Крымов, Николай Петрович (1884—1958) — живописец, пейзажист, член-корреспондент АХ СССР; 5 уч. 21 ряд.
- Крюков, Владимир Викторович (1897—1959) — генерал-лейтенант, Герой Советского Союза; рядом с женой певицей Л. А. Руслановой; 5 уч. 36 ряд
- Крюков, Пётр Иванович (1893—1967) — полковник ветеринарной службы; рядом с женой Крюковой Марией Ивановной; колумбарий, 126 секция, м. 12-2.
- Крючков, Николай Афанасьевич (1911—1994) — актёр театра и кино, народный артист СССР; автор памятника Ю. Г. Орехов; 10 уч. 8 ряд.
- Ксенофонтов, Александр Сергеевич (1895—1966) — генерал-лейтенант, Герой Советского Союза; 6 уч. 33 ряд
- Ксенофонтов, Иван Ксенофонтович (1884—1926) — один из организаторов, член коллегии (1917—1921) и заместитель Председателя (1919—1920) ВЧК, управляющий делами ЦК РКП(б) (1922—1925); 1 уч. 44 ряд.
- Кувшинников, Пётр Афанасьевич (1889—1954) — специалист в области санитарной статистики, академик АМН СССР (1945); 3 уч. 53 ряд
- Кугушев, Вячеслав Александрович (1863—1944) — князь, участник революционного движения с 1883 года; 3 уч. 64 ряд
- Кудрявцев, Иван Михайлович (1898—1966) — актёр театра и кино, актёр Художественного театра с 1924 года, народный артист РСФСР (1948); 2 уч. 5 ряд.
- Куза, Андрей Васильевич (1939—1984) — археолог, историк, источниковед; к.и.н., специалист по древнерусской археологии; сын В. В. Кузы.
- Кузнецов, Алексей Яковлевич (1910—1969) — инженер-гидростроитель, Герой Социалистического Труда; колумбарий, секция 132-1-4.
- Кузнецов, Анатолий Борисович (1930—2014) — актёр театра и кино, народный артист РСФСР; 5 уч. 29 ряд
- Кузнецов, Василий Васильевич (1901—1990) — Председатель Совета Национальностей Верховного Совета СССР; 10 уч. 6 ряд.
- Кузнецов, Василий Иванович (1894—1964) — генерал-полковник, Герой Советского Союза; 6 уч. 4 ряд
- Кузнецов, Виктор Иванович (учёный) (1913—1991) — механик в области систем навигации и автономного управления, академик АН СССР; 11 уч. 2 ряд.
- Кузнецов, Николай Герасимович (1904—1974) — командующий ВМФ, Адмирал Флота Советского Союза, Герой Советского Союза; 1 уч. 44 ряд в районе 3 ряда
- Кузнецов, Фёдор Исидорович (1898—1961) — советский военачальник, генерал-полковник.
- Кузнецов, Фёдор Федотович (1903—1979) — генерал-полковник; 7 уч. 15 ряд.
- Кузьмина, Елена Александровна (1909—1979) — киноактриса, народная артистка РСФСР (1950); 7 уч. пр. ст. 16 ряд рядом с мужем кинорежиссёром Михаилом Роммом.
- Кулебакин, Виктор Сергеевич (1891—1970) — электротехник, академик АН СССР (1939), генерал-майор инженерно-авиационной службы (1942); 7 уч. пр. ст. 12 ряд.
- Кулёмин, Василий Лаврентьевич (1921—1962) — поэт; 8 уч. 22 ряд.
- Кулешов, Лев Владимирович (1899—1970) — кинорежиссёр, теоретик кино, педагог, профессор ВГИКа, доктор искусствоведения, народный артист РСФСР; 1 уч. 14 ряд.
- Куликов, Виктор Георгиевич (1921—2013) — Маршал Советского Союза, Герой Советского Союза (1981); 11 уч. 6 ряд
- Куприн, Александр Васильевич (1880—1960) — живописец-пейзажист, член-корреспондент АХ СССР; 8 уч. 2 ряд.
- Купреянов, Николай Николаевич (1894—1933) — художник-график, профессор; 2 уч. 7 ряд.
- Куприянов, Михаил Васильевич (1903—1991) — живописец, график, карикатурист, народный художник СССР, действительный член АХ СССР; 10 уч. 6 ряд (см. также Кукрыниксы).
- Курасов, Владимир Васильевич (1897—1973) — генерал армии, Герой Советского Союза; 7 уч. лев. ст. 7 ряд
- Куркоткин, Семён Константинович (1917—1990) — Маршал Советского Союза, Герой Советского Союза; автор памятника А. И. Газалиев; 11 уч. 2 ряд
- Курляндский, Борис Аронович (1929—2018) — советский и российский ученый-токсиколог, член-корреспондент РАМН (2004), член-корреспондент РАН (2014); колумбарий, 127 секция, м. 21-2.
- Курочкин, Павел Алексеевич (1900—1989) — генерал армии, Герой Советского Союза, профессор, начальник Военной академии имени М. В. Фрунзе; 11 уч. 2 ряд
- Курсанов, Андрей Львович (1902—1999) — физиолог растений, академик АН СССР (1953) и ВАСХНИЛ (1985), Герой Социалистического Труда (1969); 3 уч. 9 ряд.
- Курский, Дмитрий Иванович (1874—1932) — Нарком юстиции РСФСР (1918—1928), полпред в Италии (1928—1932); 3 уч. 64 ряд.
- Курцев, Борис Викторович (1920—1967) — генерал-лейтенант танковых войск (1966), Герой Советского Союза (1945); 6 уч. 37 ряд
- Курчатов, Борис Васильевич (1905—1972) — физикохимик, радиохимик, доктор химических наук, профессор; брат академика И. В. Курчатова; автор памятника Н. Е. Саркисов; 7 уч. лев. ст. 1 ряд
- Кутафин, Олег Емельянович (1937—2008) — юрист, участник разработки Конституции РФ, академик РАН; 3 уч. пересечение 62 и 58 рядов, возле 9 участка.
- Кутахов, Павел Степанович (1914—1984) — главный маршал авиации, дважды Герой Советского Союза; 7 уч. лев. ст. 20 ряд
- Кутырев, Алексей Михайлович (1902—1969) — первый секретарь Мурманского обкома ВКП(б) (1945—1950) и Свердловского обкома КПСС (1952—1955); 7 уч. пр. ст. 8 ряд.
- Кухарчук-Хрущёва, Нина Петровна (1900—1984) — жена первого секретаря ЦК КПСС Н. С. Хрущёва, 7 уч. пр. ст. у входа на «новейшую» часть, рядом с могилой мужа.
- Кучеренко, Николай Алексеевич (1907—1976) — конструктор танков и организатор танкового производства, один из создателей танка Т-34, лауреат трёх Государственных премий СССР; 8 уч. 1 ряд.
- Кучеров, Степан Григорьевич (1902—1973) — Адмирал (1945); 1 уч. 43 ряд.
- Кучкин, Андрей Павлович (1888—1973) — советский партийный деятель, историк; 7 уч. 5 ряд.
- Кучкина, Ольга Андреевна (1936—2023) — российская поэтесса, прозаик, журналистка, драматург. Заслуженный работник культуры РСФСР; 7 уч. 5 ряд., м.22[1]